# セッピアーナ
セッピアーナ（伊: Seppiana）は、イタリア共和国ピエモンテ州ヴェルバーノ・クジオ・オッソラ県にある分離集落（フラツィオーネ）。
かつては独立した自治体（コムーネ）であったが、2016年1月1日、ヴィガネッラと合併し、新自治体ボルゴメッツァヴァッレの一部となった。

## 地理

### 位置・広がり

#### 隣接コムーネ
コムーネとしてのセッピアーナは、以下のコムーネと隣接していた。
- カラスカ＝カスティリオーネ
- モンテスケーノ
- パッランツェーノ
- ヴィガネッラ
- ヴィッラドッソラ